# Lostprophets
Lostprophets est un groupe britannique de rock, originaire de Pontypridd, au Pays de Galles. Formé en 1997 par le chanteur et parolier Ian Watkins, le bassiste (ensuite guitariste) Mike Lewis, le batteur Mike Chiplin et le guitariste Lee Gaze, le groupe est un projet parallèle punk hardcore de Public Disturbance. Ils font aussi partie de la scène musicale de Cardiff.
À la suite du scandale sexuel impliquant le leader du groupe, Ian Watkins, condamné à 35 ans de prison pour actes de pédophilie, le groupe annonce officiellement sa séparation le 1er octobre 2013. Les membres restants forment par la suite un nouveau groupe, nommé No Devotion, avec le chanteur américain Geoff Rickly.

## Biographie

### Débuts (1997–2000)
Amis d'enfance, les membres du groupe Lostprophets grandissent à Pontypridd (surnommé « Ponty ») près de Cardiff au Pays de Galles. Lewis et Watkins forment Lostprophets (à l'époque appelé Lozt Prophetz) avec Lee Gaze et Mike Chiplin. Plus tard, se joindront à eux Stuart Richardson et Jamie Oliver pour enregistrer thefakesoundofprogress qui leur permettra de signer un contrat en 1999. En 2000 sortira leur premier album The Fake Sound of Progress qui les associera au mouvement nu metal.

### The Fake Sound of Progress(2000–2002)
Le premier album du groupe, The Fake Sound of Progress, est publié au label Visible Noise en novembre 2000. Enregistré en moins de deux semaines avec un budget de 4 000 £, l'album comprend des styles variés, et sera plus tard réédité au label Columbia Records. Peu après avoir terminé l'album, DJ Stepzak décide de partir, et est remplacé par Jamie Oliver, qui est à la base photographe pour le groupe ; Oliver prend alors les commandes des platines et devient le DJ du groupe.
The Fake Sound of Progress est un clin d'œil à la culture pop des années 1980. Le groupe travaille avec le producteur de renom Michael Barbiero pour remasteriser l'album qui sera réédité en novembre 2001. À cette période, Lostprophets se popularise en jouant avec des groupes comme Pitchshifter, Linkin Park et Deftones, ainsi que leurs propres concerts. Ils participent également à la tournée Nu-Titans avec Defenestration, notamment. Ils jouent en tête d'affiche du Deconstruction Tour en 2002 à Londres, avec des groupes comme Mighty Mighty Bosstones et The Mad Caddies. Lostprophets jouait avec d'autres groupes traditionnellement ancré dans le punk rock. Cela rebute certains spectateurs. Le groupe tourne ensuite à l'Ozzfest, joue au Glastonbury et au Reading and Leeds Festival,. Ils participent également à plusieurs émissions britanniques comme Top of the Pops, CD:UK et Never Mind the Buzzcocks. Ils jouent aussi aux NME Carling Awards en 2002,.

### Start Something(2003–2004)

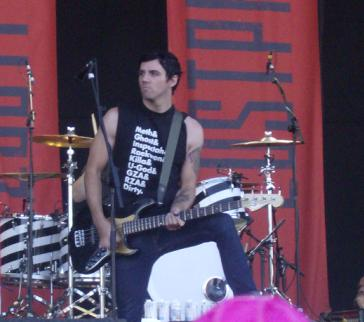
Stuart Richardson avec Lostprophets au Leeds Festival, en 2007.

Après la tournée The Fake Sound of Progress, le groupe fait une brève pause pour écrire de nouvelles chansons pour Start Something aux Frontline Studios de Caerphilly, au Pays de Galles. Ils entrent ensuite au Bigfoot Studio à Los Angeles pour les enregistrements entre mars et septembre 2003, aux côtés du producteur Eric Valentine. Valentine a déjà produit des albums pour Queens of the Stone Age et Good Charlotte,.
Le premier single extrait de l'album s'intitule Burn Burn, un clip largement diffusé sur des chaînes comme MTV2, Kerrang! TV et Scuzz au Royaume-Uni,.
Burn Burn est publié le 3 novembre 2003, et est suivi de près par la sortie de l'album.
L'album est publié au Royaume-Uni le 2 février 2004, et est un succès commercial, atteignant l'UK Albums Chart avec plus de 415 000 exemplaires vendus. L'album se vend à plus de 687 000 exemplaires, rien qu'aux États-Unis selon le Nielsen Soundscan, bien que, lors d'une entrevue, Gigwise Lee Gaze annonce 890 000 exemplaires vendus aux États-Unis. À l'international, l'album compte 2,5 millions d'exemplaires vendus selon BBC Wales. La réponse de magazines locaux tels que Kerrang!, Metal Hammer et Rock Sound, est principalement positive. En soutien à l'album, ils tournent en Amérique du Nord et en Europe pour le festival Big Day Out en Australie et en Nouvelle-Zélande,.

### Liberation Transmission(2005–2007)
Le 19 juin 2005, le membre fondateur Mike Chiplin quitte le groupe afin de poursuivre d'autres horizons musicaux. Dès lors, Chiplin se joint à un groupe appelé The Unsung, et joue avec Accident Music jusqu'à sa séparation en 2011. Les membres restants travaillent sur le prochain album. À cause du délai entre The Fake Sound of Progress et Start Something, et du mauvais accueil du public à cause de ça, le groupe annonce lors d'une entrevue la sortie de l'album au début de 2006,. Quant à Start Something, le groupe écrit et enregistre des chansons démos de l'album (avec Ian Watkins à la batterie). Liberation Transmission est enregistré à Hawaï, aux côtés de Bob Rock. Le batteur Josh Freese (de the Vandals et A Perfect Circle) enregistre les morceaux de batterie de dix sur douze chansons de l'album (Ilan Rubin enregistre Everybody's Screaming!!! et For All These Times Son, for All These Times).
Le groupe retourne à ses racines en jouant en Galles-du-Sud. Ils jouent au Give it a Name, un événement de deux jours avec My Chemical Romance. Il fait participer Ilan Rubin (17 ans) à la batterie, et le groupe jouent pour la première fois les chansons Rooftops (A Liberation Broadcast), A Town Called Hypocrisy et The New Transmission. The album itself was released on 26 June 2006 (27 June in the USA), and became the first Lostprophets album to reach number one on the UK Albums Chart. The album saw the band adopt a more contemporary sound with far less emphasis on screaming than previous releases (exceptions being songs "Everyday Combat" and "For All These Times Son, for All These Times").
Lostprophets commence une tournée britannique le 3 juillet 2006. Ils tournent ensuite en Europe en France, en Allemagne et dans plusieurs autres pays.

### The BetrayedetWeapons(2007–2012)

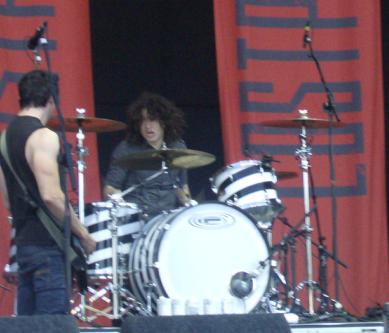
Ilan Rubin with Lostprophets au Leeds Festival en 2007. Rubin quitte le groupe au début de 2009.

En juin 2007, ils entrent en studio avec le producteur John Feldman pour enregistrer ce qui aurait dû être le quatrième album. Celui-ci était terminé en novembre 2007 mais le groupe ne jugeait pas le résultat satisfaisant. Ils demandent alors à Bob Rock - producteur de Liberation Transmission - de travailler sur l'album avec eux mais celui-ci refuse, ayant un planning chargé (il était occupé avec The Offspring puis avec Metallica). L'année 2008 entière est consacrée à l'écriture de nouvelles chansons, et après quelques concerts en été, le groupe est retourné en studio de novembre 2008 à mars 2009 pour enregistrer le quatrième album produit par Stuart Richardson, bassiste du groupe. En décembre, Ilan Rubin quitte Lostprophets pour rejoindre Nine Inch Nails.
Au début de 2008, ils effectuent plusieurs dates de tournée, comme au Download Festival, au V Festival et au Rock am Ring et Rock im Park, ainsi qu'au Royaume-Uni,. Ils jouent au Reading and Leeds Festival en 2009. À la fin de juillet 2009, ils tournent les clips pour les deux premiers singles. Le nouveau batteur est Luke Johnson, qui a officié pour Beat Union ou encore Amen.
L'album The Betrayed, publié le 18 janvier 2010, est un véritable succès, mais n'est pas commercialisé aux États-Unis ce qui provoque du mécontentement de la part des fans. Il s'accompagne d'une tournée dans toute l'Europe (dont un passage au Bataclan de Paris le lundi 26 avril 2010) et au Japon et en Australie. Ils sont également passés par le Reading and Leeds Festival 2010 en Angleterre. Lostprophets joue au Sziget Festival 2011 mais ne participe pas au Reading and Leeds ; le groupe effectue cependant cinq dates au Royaume-Uni pendant cette période). C'est lors de ces dates là que les musiciens dévoilent un tout nouveau morceau live intitulé Bring 'em Down, aux sonorités très électro. Le groupe participe à l'album du rappeur et producteur Labrinth à la fin de 2011.
Le 5 janvier 2012, Lostprophets dévoile le nom de leur cinquième et futur album qui sera Weapons. Ils annoncent avoir signé au label Epic pour cet album et dévoilent le titre de leur nouvelle chanson qui sera diffusée pour la première fois le lendemain sur BBC Radio One par DJ Zane Lowe à 9 h 40 (heure de Paris). Cette nouvelle chanson nommée Better Off Dead est disponible en téléchargement gratuit sur leur site officiel et sonne moins électro que Bring 'Em Down. Cependant, elle a une sonorité rap au niveau du couplet. L'album du groupe sort en avril 2012. À la suite de celui-ci, Lostprophets part en tournée au Royaume-Uni, en Asie-Océanie, en Europe, et même aux États-Unis (le groupe ayant entre-temps signé chez Fearless Records),.

### Arrestation de Watkins et séparation (2012–2013)
Après une deuxième tournée en Grande-Bretagne à l'automne 2012, le chanteur Ian Watkins est arrêté pour une grave affaire de pédophilie. Son jugement est repoussé plusieurs fois jusqu'en novembre et décembre 2013. À la suite de cette affaire, le groupe annonce via son Facebook officiel sa séparation, le 1er octobre 2013.
Il est annoncé le 27 novembre 2013 que le chanteur a reconnu 11 des 24 chefs d'accusations dont il est accusé, dont deux pour tentative de viol. Avant le début du procès, il plaide coupable pour les faits, dont la tentative de viol sur un bébé âgé de onze mois et autres délits sexuels sur mineurs, ce qui dispense le jury de visionner les images des crimes, que le juge qualifie de « très explicites et pénibles [à regarder] ». Il est condamné à 35 ans de prison le 18 décembre 2013. En juin 2014, les membres restants forment un nouveau groupe, No Devotion.

## Membres

### Derniers membres
- Lee Gaze - guitare solo (1997–2013)
- Mike Lewis - guitare rythmique (1998–2013), basse (1997–1998)
- Stuart Richardson - basse (1998–2013)
- Jamie Oliver - platines, claviers, chœurs, chant (2000–2013)
- Luke Johnson - batterie (2009–2013)

### Anciens membres
- Ian Watkins - chant (1997–2012), platines (1997–1999)
- Ilan Rubin - batterie (2005–2009)
- Mike Chiplin - batterie (1997–2005)
- DJ Stepzak  - platines (1999–2000)

## Discographie

### Albums studio
- 2000 : Thefakesoundofprogress
- 2004 : Start Something
- 2006 : Liberation Transmission
- 2010 : The Betrayed
- 2012 : Weapons

### Autres démos
- Lately (sur la compilation Weekender - 2002)
- Holding On (démo de Wake Up Make a Move, sur la face B du single Wake Up)

### Reprises
Lostprophets ont interprété de nombreuses reprises pour les faces B de leurs singles ou en concert :
- I Knew You Were Trouble, (Taylor Swift)
- A View to a Kill, Planet Earth (Duran Duran)
- Shoulder to the Wheel (Saves the Day)
- Need You Tonight (INXS)
- Reptilia (The Strokes)
- In the Air Tonight (Phil Collins)
- Cry Me a River (Justin Timberlake)
- Boys Don't Cry (The Cure) (version électrique et acoustique)
- Sweet Dreams My L.A. Ex (Rachel Stevens)
- Bootylicious (Destiny's Child - en concert seulement)
- Omen (The Prodigy)